# گرهارت فریدلندر

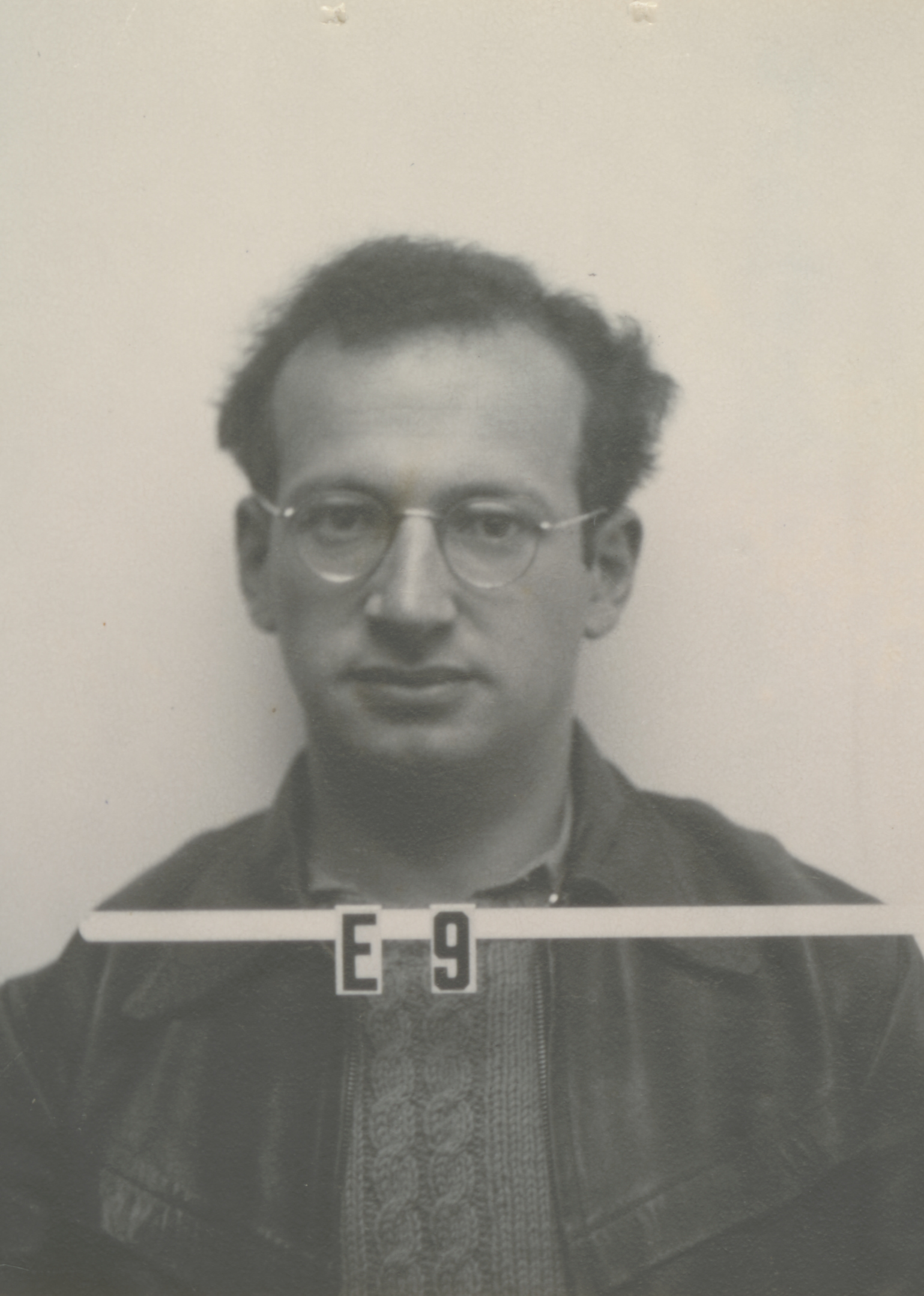
گرهارت فریدلندر، اواسط دههٔ ۱۹۴۰

گرهارت فریدلندر (به انگلیسی: Gerhart Friedlander) (۲۸ ژوئیه ۱۹۱۶-۶ سپتامبر ۲۰۰۹)
شیمی‌دان هسته‌ای که در پروژه منهتن کار می‌کرد.او در مونیخ زاده شد و در سال ۱۹۳۶ از آلمان نازی به ایالات متحده آمریکا فرار کرد.پس از مهاجرت تحصیلات خود را در دانشگاه کالیفرنیا، برکلی گذراند و توانست پی‌اچ‌دی بگیرد.او بخش عمده‌ای از کار خود را صرف آزمایشگاه ملی بروکهیون کرد جایی که ریاست دپارتمان شیمی را بر عهده داشت.وی تحقیقات بنیادی در مکانیک واکنش‌های هسته‌ای انجام داد.وی همچنین در نگارش یک کتاب درسی محبوب در شیمی هسته‌ای همکاری کرده بود.